# 冒険!テレビ遊び塾
『冒険!テレビ遊び塾』（ぼうけん テレビあそびじゅく）は、1988年4月19日から同年9月20日までテレビ東京系列局で放送されたゲーム番組。放送時間は火曜 19:00 - 19:30（JST）。

## 概要
メンコからベーゴマ、テレビゲームに至るまで様々な遊びを取り上げ、それらを視聴者に紹介していた番組である。

## 出演者
- 高橋名人

## 放送局
- テレビ東京（制作局）
- 札幌テレビ：土曜 18:00 - 18:30（1988年4月23日 - 10月1日）[2]
- 南日本放送：月曜 17:00 - 17:30